# Чуркіно (Краснооктябрський район)
Чуркіно (рос. Чуркино) — присілок в Краснооктябрському районі Нижньогородської області Російської Федерації.
Населення становить 0 осіб. Входить до складу муніципального утворення Краснооктябрський округ.

## Історія
До травня 2022 року входило до складу муніципального утворення Салганська сільрада.

## Населення
| 2002 | 2010 |
| ---- | ---- |
| 0    | →0   |